# Libacao
Libacao est une commune philippine dans la province d'Aklan. Elle compte 28 005 habitants présents dans 4962 foyers (recensement de 2010).

## Baranggays
Libacao est subdivisé en 24 barangays.
| - Agmailig - Alfonso XII - Batobato - Bonza - Calacabian - Calamcan - Can-Awan - Casit-an - Dalagsa-an - Guadalupe - Janlud - Julita | - Luctoga - Magugba - Manika - Ogsip - Ortega - Oyang - Pampango - Pinonoy - Poblacion - Rivera - Rosal - Sibalew |